# 普利特科技
普利特科技有限公司（英語：Pro-Leading Image Technology Ltd.），於2007年在台灣成立，是一個碳粉匣製造商。普利特科技再製環保回收匣，並出廠檢驗測試相容原廠碳粉匣。

## 外部連結
- 普利特科技官方網站 （页面存档备份，存于）